# Елеонора Вілд
Елеонора Вілд (9 червня 1969) — югославська баскетболістка.
Срібна призерка Олімпійських Ігор 1988 року.
Срібна призерка Чемпіонату світу 1990 року.
Срібна призерка Чемпіонату Європи 1991 року.